# Ománská hokejová reprezentace
Ománská hokejová reprezentace je národní hokejové mužstvo Ománu. Hokejový svaz sdružuje 60 registrovaných hráčů (z toho 36 seniorů), majících k dispozici 1 halu s umělou ledovou plochou. Omán se dne 24. května 2014 na kongresu Mezinárodní federace ledního hokeje v Minsku oficiálně stal jejím 73. členem. Arabský stát dostal status přidruženého člena a stal se tak čtvrtou zemí z oblasti Perského zálivu, kterou federace přijala.

## Mezistátní utkání Ománu
26.05.2010  Spojené arabské emiráty 11:0 Omán 
27.05.2010  Kuvajt 5:0 Omán 
29.05.2010  Saúdská Arábie 3:1 Omán 
28.05.2012  Spojené arabské emiráty 8:1 Omán 
29.05.2012  Kuvajt 11:0 Omán 
30.05.2012  Omán 10:5 Bahrajn 
31.05.2012  Kuvajt 11:1 Omán 
01.06.2012  Omán 5:1 Bahrajn 
27.02.2014  Omán 3:2 Bahrajn 
Hrálo se 3 x 13 minut.
28.02.2014  Omán 2:1 Katar 
Hrálo se 3 x 13 minut.
06.06.2014  Kuvajt 6:0 Omán 
07.06.2014  Spojené arabské emiráty 8:3 Omán 
09.06.2014  Omán 9:3 Katar 
10.06.2014  Kuvajt 4:2 Omán 
12.06.2014  Katar 7:2 Omán 
18.04.2015  Omán 6:5 Indie 
19.04.2015  Omán 8:7 Malajsie 
21.04.2015  Kyrgyzstán 7:3 Omán 
22.04.2015  Kuvajt 5:0 Omán 
24.04.2015  Singapur 12:3 Omán 
28.01.2016  Kuvajt 17:1 Omán 
29.01.2016  Spojené arabské emiráty 8:0 Omán 
30.01.2016  Katar 5:3 Omán 
01.02.2016  Spojené arabské emiráty 5:0 Omán 
02.02.2016  Kuvajt 5:4 Omán 